# Fw 190戰鬥機
福克-沃爾夫 Fw 190 “百舌鳥”（德語：Focke-Wulf Fw 190 Würger）是納粹德國庫爾特·譚克博士於30年代末期設計的單座位單引擎戰鬥機，由不萊梅的福克-沃爾夫飛機製造廠建造。它是德國單發動機戰鬥機當中少見同時使用過液冷式與氣冷式發動機（不同型號）的設計。它被德國空軍於第二次世界大戰期間使用，並於1941年取代了部分單位的Bf-109，而在二次世界大戰時期與Bf 109戰鬥機同為兩大主力機種之一。它在1942年開始投入所有戰線，並使Bf-109在德國空軍成為標準輔助戰鬥機。Fw 190的生產量超過20,000架，當中包括約6000架戰鬥轟炸機型。生產從1941年開始直至戰爭結束，期間這架飛機不斷改良。它後期的型號保留了優良特性與盟軍戰鬥機不相上下，因此被視為二戰期間最優秀的戰鬥機之一。
飛機製造廠商會將機種命名為一鳥名作副稱號: Fw 190被命名為「百舌鳥」（Würger）。Fw190的飛行員都很喜歡她，當她於1941年初次投入戰鬥後很快被證明了其整體（除了旋轉半徑）性能都比英國皇家空軍的主力前線戰鬥機－噴火戰鬥機Mk. V還要優秀。 早期Fw 190A因為增壓器以及空冷引擎的技術限制侷限了高空性能，因此不適合擔任高空攔截任務。這些煩瑣問題大部份都在後續設計被矯正。积累的各种改进最终集成为Focke-Wulf Fw 190D这一高空型液冷引擎型號。Fw 190在前线證明了適合擔負多種任務，包括制空戰鬥、對地攻擊、近接支援、目視偵照、戰鬥機護航、甚至有少數的夜間戰鬥機與改裝後攜掛魚雷的反艦型號。許多德國空軍的飛行員駕駛Fw 190成為王牌飛行員。艾里希·魯道菲爾（Erich Rudorffer） 擊落222架，奥托·基特尔（Otto Kittel）267場勝利和沃爾特·諾沃特尼（Walter Nowotny）258場勝利。他們很大多數的勝利都是在駕駛Fw 190時所取得。

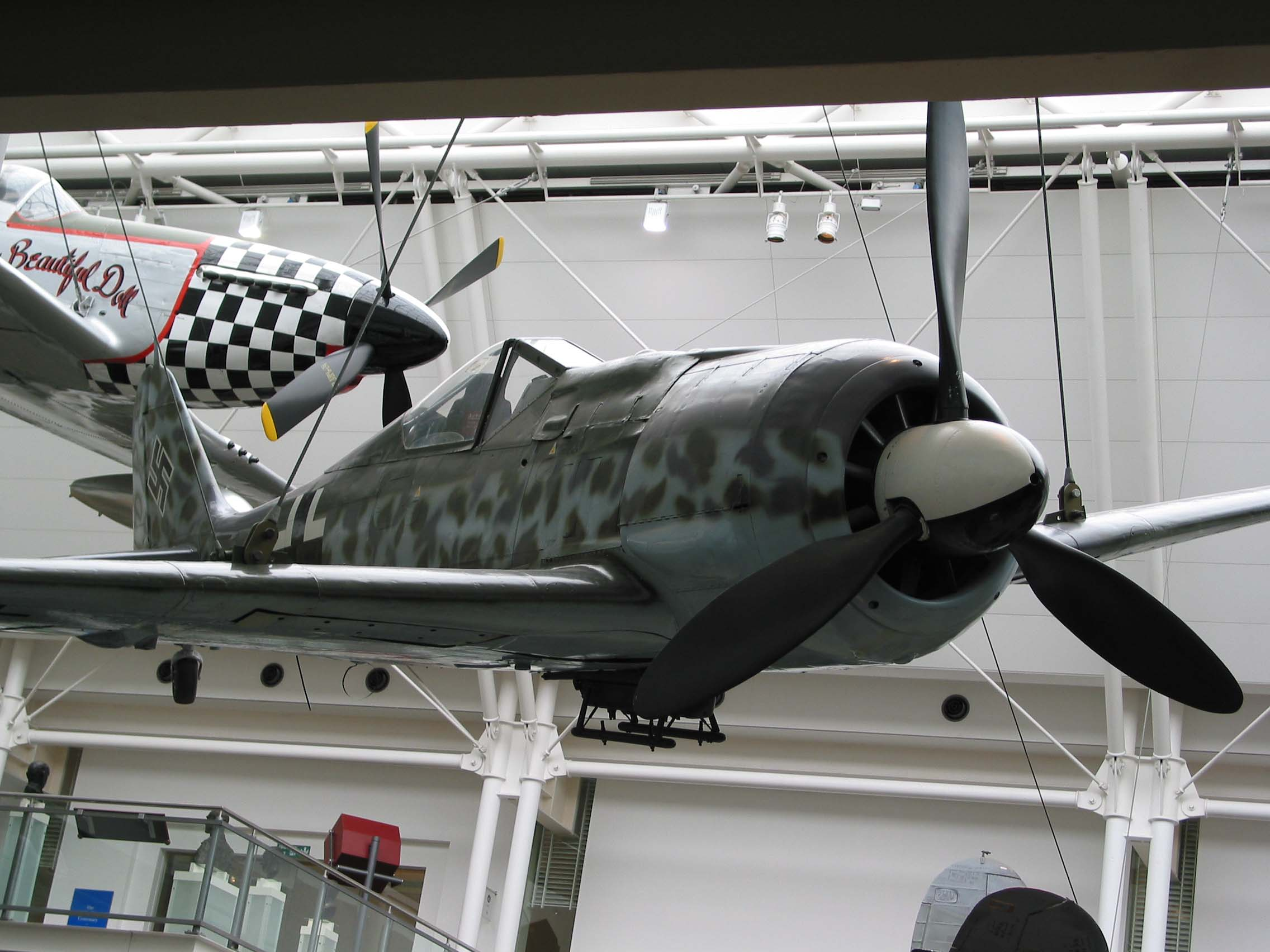
Fw 190A8戰鬥機

## 設計特點
1937年秋季，帝國航空部向德国设计师提出设计一种可以和前线战斗机Bf 109配合作战的新战斗机的要求。尽管Bf 109在当时已经是一种非常有竞争力的战斗机，但第三帝国空军部担心其他国家的设计师会设计出超越Bf 109的战斗机，因此要求德国的设计师提前进行设计以应对。
庫爾特·譚克自己歸結其設計的哲學：
在我們開始設計Fw 190時，梅塞施密特 Bf 109與英國噴火戰鬥機這兩種當前世界上最快的戰鬥機，都可以歸結為很大的引擎裝在儘可能縮小正面的機身中；二者的武器幾乎都是在這之後才考慮的。這兩種可以認為已經證實是成功的設計，類似賽馬，有足夠的維護和跑道，它們可以跑贏任何東西。但在愈形艱難的時局，它們適應力會減退。在一次大戰中，我服役於砲兵與步兵，我見過軍用設備在戰時非常嚴苛的條件下，還必須要能使用。我確信一種很不同血統的戰鬥機在任何未來衝突中將有一席之地。一種在前線非常欠缺維護狀態下能運作的、一種只需要很少的訓練和維護就可以飛的、一種可以忍受相當戰損還能回到基地的（戰鬥機），這是Fw 190背後的思維，它將不是一種賽馬，而是種驮馬、騎兵馬。
庫爾特·譚克向空军部提交了许多设计，其中大部分设计采用了液冷纵列发动机。不过直到设计修改为采用BMW139型空冷14缸星形发动机时，才达到空军部的要求。在当时的欧洲，采用星形汽缸布置发动机很不寻常，当时歐洲工程師认为星形发动机将使飞机头部过为庞大而产生太大的阻力。但谭克并不赞同这一理论，他从美国海军使用星形发动机而取得的成功中获得了支持，谭克为星形发动机设计出流线型机身。谭克并没有在发动机前部留下很大的空冷用开口，而是在发动机罩和庞大的螺旋桨整流罩间留了一个很小的开口以供冷却空气进入。理论上来说，因为高速进入发动机罩的空气压缩效应，使用紧凑布局的发动机罩可提供一些额外动力。据称因为Fw 190使用的星形发动机不会影响Bf 109的生产的原因，空军部在选择方案时更倾向于Fw 190的设计。
谭克还设计了十分简洁的座舱布局，座舱中使用了许多电动设备。座舱内大部分主要控制器都按逻辑关系布置在飞行员两侧的面板上，而不是在机身蒙皮上。

### 機身結構
FW-190采用当时螺旋桨战斗机的常规布局：全金属下单翼、单垂尾、单发布局，全封闭玻璃座舱，可收放后三点式起落架。

### 動力與引擎可靠度問題
福克博士在研發Fw-190時，認為Bf-109的動力不足以對抗新型戰機，因此他在技術規格中提出了1500匹馬力气冷引擎的要求。但是原本預計做為動力的BMW 139發動機研發失敗，因此被緊急更換為性能更佳，但也更重的14汽缸BMW 801發動機。更換引擎所做的設計變更延遲了Fw-190的服役時間，雖然高出力引擎讓Fw-190獲得比1941年盟軍新型戰機噴火5型更為強大的優勢性能，但是發動機容易過熱，以及機械增壓器的技術不足，使讓Fw-190系列的高空性能不佳，始終無法取代Bf-109的地位。
引擎問題延誤了Fw 190戰機的早期發展，整個計劃因此多次考慮終止。如果不是Karl Borris上尉和Otto Behrens的貢獻，Fw 190遠在上線服役前就可能胎死腹中。Borris和Behrens能在Fw 190和801引擎的限制之外，預見強大的戰鬥機，在多次空軍部希望終止Fw 190的會議中，二人指出Fw 190傑出的品質遠超過缺點。

第一個配備A-0機型的單位是 Erprobungsstaffel 190, 成立於1941年三月，目的在配置到主要納粹空軍前，找出所有技術問題以適應各種作戰任務。這個單位原先由 Behrens 上尉指揮，成立於 Rechlin，沒多久遷移到 Le Bourget。納粹空軍部同意部隊採用此飛機前，提出超過50個修正需求。
引擎可靠度，特別是過熱問題不斷困擾 Fw 190，直到 1942年春天 Fw 190 A-2配備的BMW 801 C-2引擎上才将这一问题解决。第二常見的問題是第二列下方的汽缸不斷的因為過熱損壞其引擎連桿。相比前一个问题，這個問題相對容易解決。III./JG 26 技術官 Rolf Schrödeter發現重新排列部份排氣管的路徑可以基本解决这个问题。要快速處理此問題，發現重排可以在隊部的工廠中進行，降低的溫度影響最底部的汽缸不用經過漫長的解決過程。

## 主要生產次型

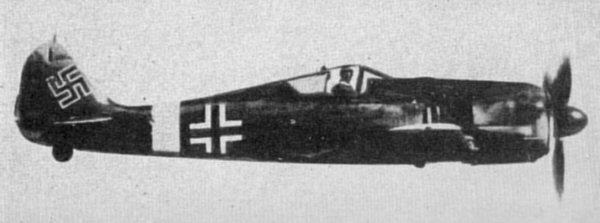
Fw 190 A, another view of the aircraft in the heading's photo. The machine is being test flown by the USAAF. As a result the markings are enlarged and placed incorrectly.

Fw 190A是第一種量產型，主要是輔助當時德國空軍的主力Bf 109，作為奪取空優，和敵方戰鬥機作戰的另外一支主力。

### A-0
一共生產20架，前9架的機翼翼展較短。使用6挺7.92mm MG 17機槍為武裝。

### A-1
在1941年6月，第一架A-1機型從裝配線下線，隨即便送往測試大隊（前身為隸屬於第26戰鬥機聯隊（Jagdgeschwader 26）第二大隊）進行更進一步的測試。測試結束後A-1進入位於法國巴黎附近素有施拉蓋特（Schlageter）之稱的第26戰鬥機聯隊第二大隊進行服役。A-1配備輸出馬力高達1,560 PS (1,539 hp, 1,147 kW)的BMW 801 C-1發動機，最高極速可達624km/h（388mph）。
武裝系統：機鼻區域配置2挺7.92 mm (.312 in) MG 17機槍，兩翼根部配置2挺7.92 mm (.312 in) MG 17機槍，兩翼外側配置2挺MG FF/M機砲。新式加長型螺旋槳葉片與整流罩讓外型變成不對稱的淚滴型，這成為A系列的專屬特徵。到1941年5月為止，由漢堡廠與不萊梅廠總計生產100架飛機。座艙裝甲為了符合駕駛艙構型故做成V字構型。為標準配備無線電，某些A-1s則配備 IFF (敵我辨識) 無線電。

### A-2

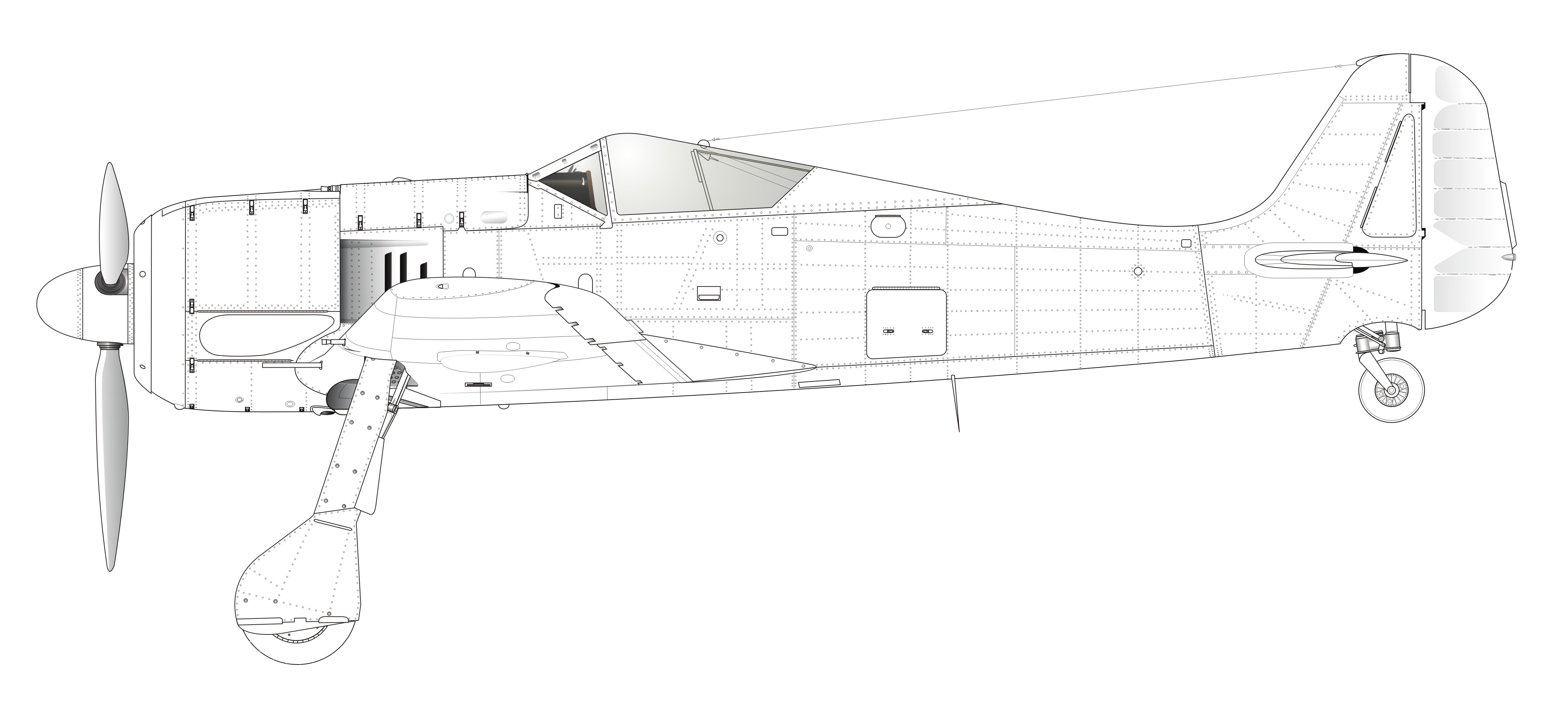
Side-view of Fw 190 A-2 resp. A-3. Compared to the A-0 diagram above the two are similar, the notable change being the addition of the cooling slits on the engine cowling visible just in front of the wing.

根據報告顯示在1941年下半年，英國空軍在英吉利海峽與北海區域總計損失411架戰鬥機，而德國西線戰鬥機聯隊卻只損失103架戰鬥機。
在1941年10月份，原型機代號Fw 190 V14，內裝BMW 801 C-2發動機的Fw 190 A-2正式進入部隊服役，改進的重點在將兩翼根部配置的2挺MG 17機槍換裝成2挺20 mm MG FF機炮，以及對發動機排氣裝置進行修改，但最高急速下降到614km/h（382mph）。由於發動機的設計是以13個排氣管作為14個汽缸的廢氣口；由左右方向排放的有8組排氣管、每邊有4組排氣管，剩下的5組排氣管則由配置在底盤與起落架之間，9號與10號汽缸則共用一組排氣管。這樣子的設計使得下方排氣部位容易過熱，後者由第26戰鬥機聯隊（Jagdgeschwader 26；簡稱：JG 26）第三大隊的Rolf Schrödeter技術主任建議修改下，增加額外的散熱通道成功的解決散熱問題。
關於A-2s與A-3s的生產紀錄並沒有明確的界定出來，再加上這兩種機型甚為類似，A-2的生產架數約為420到425架左右。在1942年晚春，第一架由菲施勒生產的A-3進入部隊服役。在1942年2月到8月之間，A-2s與A-3s總產量至少有580架飛機，負責生產A-2s與A-3的生產線為Focke-Wulf、阿戈和阿拉多位於瓦尔讷明德的生產線。

### A-3

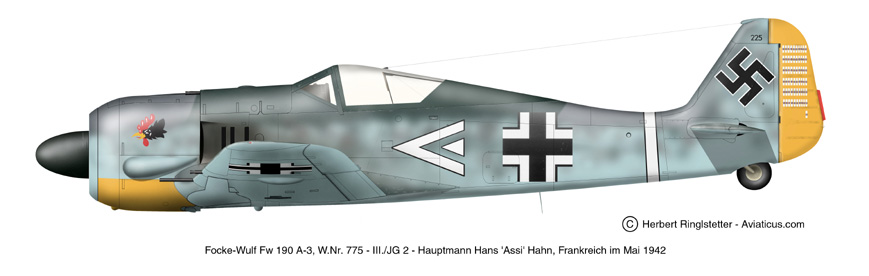
Fw 190 A-3

A-3配備了藉由改善增壓器與提升壓縮比的方式使其輸出功率達1,700 PS (1,677 hp, 1,250 kW)的BMW 801 D-2發動機。由於這種改變使A-3必須要使用更高辛烷值的航空燃油—100 (C3)。A-3的武裝系統配置與A-2非常類似，只將外翼的機槍換裝成2挺射速更快的15 mmMG 151機炮。在1942年3月，JG 26是重新配備A-3機型，同期位於東線服役的第2訓練聯隊（Lehrgeschwader 2；簡稱：LG 2）也開始換裝A-3型武裝偵察機。
從1942年初期為了增加Fw 190的產能，位於梅克伦堡、马林贝格、西里西亞的扎雷、新布蘭登堡與什未林的福克伍爾夫生產線，阿拉多位於瓦尔讷明德的生產線，阿戈 (Ago)位於奧舍斯萊本的生產線以及位於Kassel的菲施勒的生產線紛紛加入生產，從1942年早期開始Fw 190的產量上升到月產250架以上。
可配備於A-3的工廠改裝套件（Umrüst-Bausätze）
- A-3/U1 戰轟機，發動機：BMW 801 D-2，武裝系統：2 × MG 17機槍；2 × MG FF機炮；2 × MG 151機炮。[13]
- A-3/U2 攻擊機，武裝系統：同A-3/U1，在機翼區域可掛載共6枚 73 mm (2.87 in)RZ 65火箭。
- A-3/U3 攻擊機，機身中線安裝ETC-501派龍架可攜帶一枚500 kg (1,100 lb)等級炸彈或一具300 L (80 US gal)拋棄式油箱·武裝系統：移除掉2 × MG FF機炮。
- A-3/U4 武裝偵察機，在機身後方安裝2具RB 12.5照相機與1具EK 16照相槍或在機身中心點安裝一具Robot II（英语：Robot II）微型照相機·武裝系統：同A-3/U3。
- A-3/U7 戰轟機，重量給予減輕，武裝系統：2 × MG 151機炮。[13]

### A-4
從1942年7月開始以A-3為基礎所開發出來的A-4，正式進入部隊服役· A-4的發動機與武裝系統皆延用A-3，相異點在於：A-4的BMW 801 D-2發動機加裝噴水加力器（MW 50）使其推力最大可達1,567 kW (2,100 hp)，在21,000英呎的高空中極速為670km/h（416mph），只將早期的FuG VIIa無線電換裝成，並在垂直尾翼上面安裝小型天線支架，這樣特徵在接下來的生產過程都一直保有著。
可配備於A-4的工廠改裝套件（Umrüst-Bausätze）
- A-4/U1 戰轟機，發動機：BMW 801 C-2（初期才使用），在機身下方配備ETC 501派龍架，武裝系統：2 × MG 17機槍；2 × MG 151機炮。
- A-4/U3 攻擊機，武裝系統，乃是F-1的前身：同A-4/U1·[15]
- A-4/U4 武裝偵察機，在機身後方安裝2具Rb 12.4照相機和一具EK 16或Robot II（英语：Robot II）微型照相機。
- A-4/R6 轟炸機殺手，攜帶2具210mm Werfer-Granate21空對空火箭。
- A-4/U7 超高空型戰鬥機，阿道夫·加蘭德曾在1943年春天試飛過該機。
- A-4/U8 長距離戰轟機，乃是G-1的前身，可在機身中線攜帶500 kg (1,100 lb)等級炸彈，以及2具300 L (80 US gal)拋棄式油箱，武裝系統：同A-4/U1。[16]

### A-5
在1943年初期，A-5正式進入生產線它的整體設計與A-4頗為類似，為了可攜帶更多武器，故將發動機往前挪移約15 cm (6 in)，使其機身總長從8.80m增長到8.95m。加裝新的 IFF無線電與電子式姿態儀，武裝系統則與A-4相同。
可配備於A-5的工廠改裝套件（Umrüst-Bausätze）
- A-5/U2 夜間攻擊機，機身中線安裝ETC-501派龍架可攜帶一枚500 kg (1,100 lb)等級炸彈或是2具，或在機翼底下攜帶2具300公升可拋棄式副油箱，武裝系統：2 × MG 151機炮。[18]
- A-5/U3 攻擊機，乃是F-2的前身，[19]機身中線安裝ETC-501派龍架可攜帶一枚500 kg (1,100 lb)等級炸彈，並在機翼下方可攜帶2枚SC250炸彈，總計可以攜帶1000 kg炸彈，武裝系統：武裝系統：2 × MG 151機炮。[18][20]
- A-5/U4 武裝偵察機，可裝載2具Rb 12.5/7照相機。[18]
- A-5/R6 轟炸機殺手，攜帶2具210mm Werfer-Granate21空對空火箭。[20]
- A-5/U6 戰轟機，武裝系統：同A-5/U2。
- A-5/U8 戰轟機，乃是G-2機型的前身，機身中線可攜帶一枚SC-250等級炸彈，並在機翼底下攜帶2具300公升可拋棄式副油箱，武裝系統：2 × MG 151機炮。[19]
- A-5/U12 驅逐機，將外翼的MG FF機炮換裝為MG 151機炮，並在機翼下方加掛2具WB 151A機砲莢艙，武裝系統：2 × MG 17機槍；6 × 20 mm MG 151/20機砲。[18]
- A-5/U13 戰轟機，武裝系統：同A-5/U2。[18]
- A-5/U14 魚雷機，武裝系統：1枚LT F5b或LT 950空射魚雷。[18]
- A-5/U15 魚雷機，武裝系統：同A-5/U14。[18]
- A-5/U16 驅逐機，武裝系統：2 × MG 17機槍；2 × MK-108機炮。[21]
- A-5/U17 攻擊機，乃是F-3機型的前身，武裝系統：同A-5/U2。[18]

### A-6
A-6由A-5/U10（c/n 861）修改過來，該機主要是針對東線戰場的需要開發出來的驅逐機，並於1943年6月時開始投入量產。並將機翼結構修改為重量較輕的設計，並配備FuG 25無線電與FuG 16ZE，並將2挺的MG FF機炮替換為新式的MG 151/20機炮，故武裝系統：2挺MG 17機槍與4挺MG 151/20機炮。主要負責的生產線有阿戈、阿拉多與菲施勒。
- A-6/R1 轟炸機殺手，武裝系統：6 × MG 151/20機炮。[22]
- A-6/R2 轟炸機殺手，武裝系統：2 × MK-108機炮。[22]
- A-6/R3 轟炸機殺手，武裝系統：同A-6/R2。[23]
- A-6/R6 轟炸機殺手，武裝系統：2 × 210mm WGr 21空對空火箭。[23]

### A-7
在1943年12月，A-7首架原型機A-5/U9（c/n 812）開始進入量產，武裝系統：2挺13mm MG 131重機槍與2挺MG 151/20機炮。

### A-8
最後付諸量產A系列的機型為A-8，該機配備了“額外的緊急動力”裝置（Erhöhte Notleistung，將動力提升至1870hp，1944年7月以後可用，確信安裝此裝置后發動機更名為801TU）和高空緊急推力提升裝置GM-1（只針對R4改型，提供8000米以上的改善動力輸出，1944年8月以後可用，本改型大約服役11架），並且有額外的115公升（25 lmp gal，1944年8~9月後可用）的內置油箱，無線電則為FuG 16ZY，並將ETC 501派龍架往前挪移20cm（7.9 in）。
- A-8/R1 轟炸機殺手，武裝系統：同A-6/R1。[23]
- A-8/R2 轟炸機殺手，武裝系統：同A-6/R2。[23]
- A-8/R3 轟炸機殺手，武裝系統：同A-6/R3。[23]
- A-8/R4 高空战斗机，配备GM-1装置。[23]
- A-8/R6 轟炸機殺手，武裝系統：同A-6/R6。[23]
- A-8/R7 轟炸機殺手，武装系统：4*MG151/20机炮，额外装甲座舱，加厚防弹玻璃。[24]
- A-8/R8 轟炸機殺手，武裝系統：同A-8/R2，额外装甲座舱，加厚防弹玻璃。[24]
- A-8/R11 全天候戰鬥機，配備：PKS 12航空無線電、加壓駕駛艙、FuG 125無線電。[24]
- A-8/R12 全天候戰鬥機，配備：2 × MK-108機炮。[24]

### A-9
使用BMW801TS發動機，其他與A-6相似。

### Fw 190V13/V15/V16
這3架原型機改用DB 603液冷式發動機進行飛行試驗，雖然測試結果相當出色，德國空軍本身並未重視這些成果，因此僅停留於原型機的狀態。

### Fw 190C
從Fw 190A改裝DB 603發動機以及加壓座艙等試驗，並且計畫生產的機種。生產計畫於1944年終止。

### Fw 190D
Fw 190D這一系列將發動機改為容克Jumo 213-A V型12缸液冷式發動機，其誕生是由於德國的飛機生產計劃優先順序改變，導致原用於轟炸機的 Jumo-213 發動機大量被閒置，因而為福克廠挪用；企圖改善原先BMW 801僅有一級增壓器的設計下，無法有效應付盟軍伴隨轟炸機的護航戰鬥機，尤其是無法應付P-51的狀況。對於換用「剩貨」發動機一事，飛行員們原本有極大的反彈及莫可奈何，但實機性能之優異打消了這些反彈的聲浪。

#### FW 190D-9

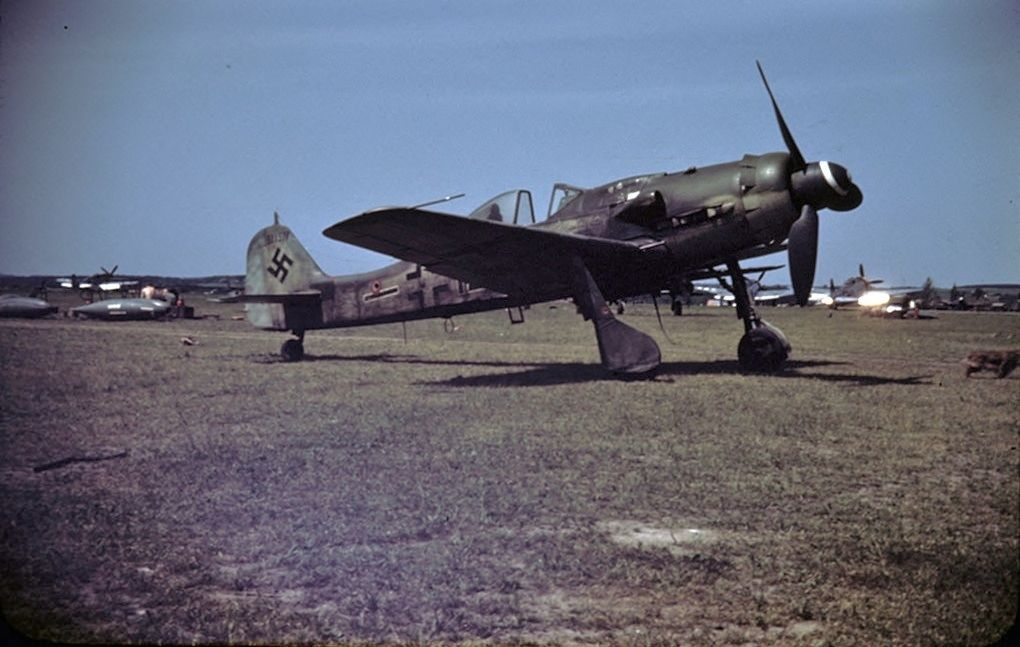

Fw190D:最初的Fw190D安装了液冷发动机，于1941年首飞，1943年停产。盟军飞行员与Fw190D交战后，说这是一种“长鼻子”的Fw190。第一种形成实战能力的是Fw190D-9。D型使用了标准的Fw190A、F和G型的机翼和平尾，但是机身加长到10.36m。垂尾加宽了140.3mm，比“短鼻子”标准型面积增大了0.23m(2)。
Fw190D安装了容克斯Jumo231A-1液冷对置发动机，并附带有MW-50动力增强装置。最大速度704km/h(11290m)。
后期型Fw190D-12换装了Jumo213E发动机，最大速度在使用MW-50加力时达到了725km/h(11290m)。所有的D子
型号在螺旋桨中轴都可安装30mmMK108加农炮（与Bf109相似）。
換裝Jumo 213液冷式發動機的Fw 190D-9，與A型的外觀上有很大的差異。

### Fw 190F

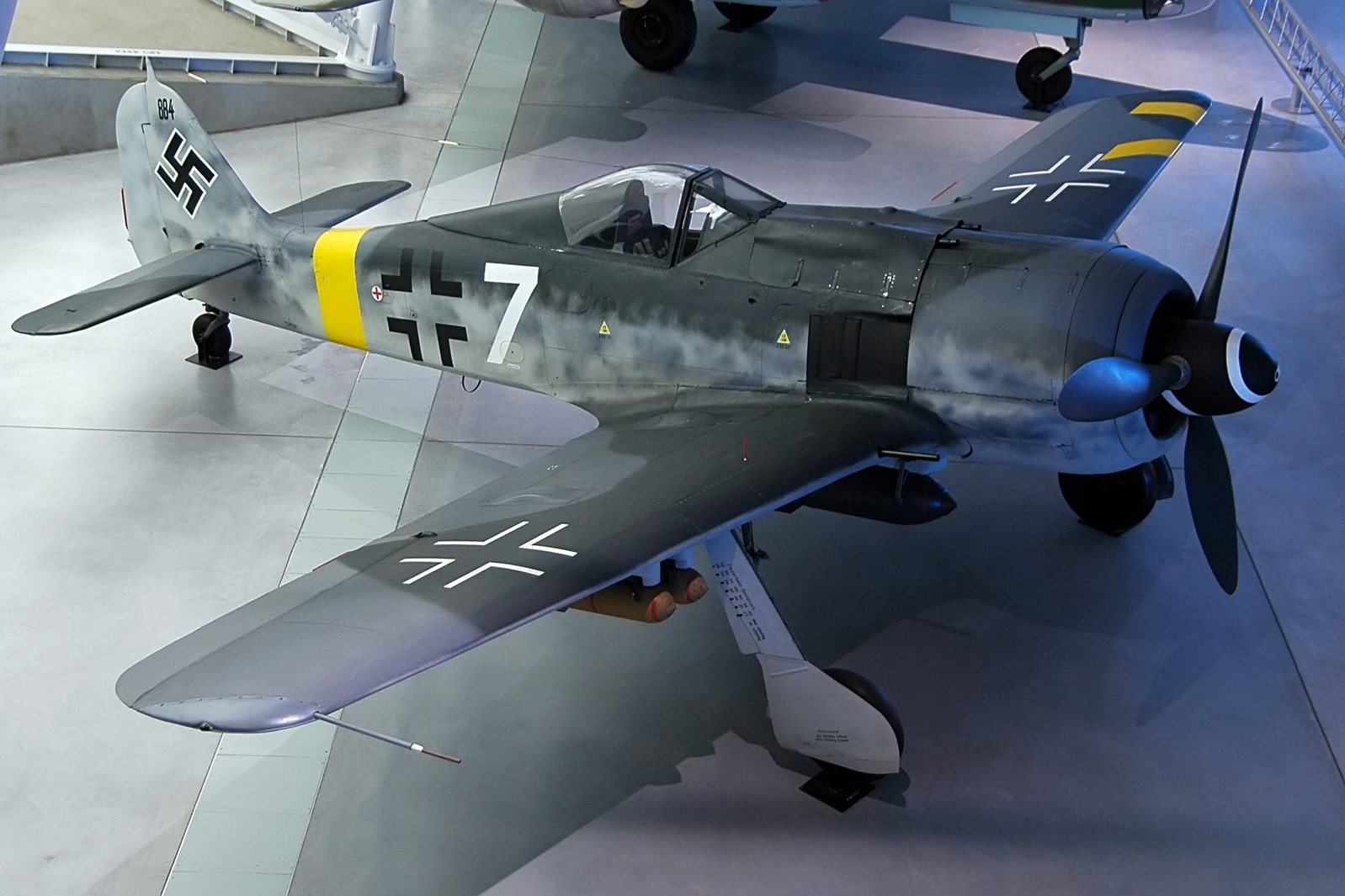
The National Air & Space Museum's restored Fw 190 F-8 in late war markings

F型 （Panzer－Blitz）戰轟機系列·最初是由量產的Fw 190 A-0/U4修改而來的·並在1942年5月進行初期測試· A-0測試機型是在機身中線與雙翼區域配備ETC 50炸彈架· 初期性能測試近乎完美，福克-沃爾夫隨即開始進行Fw 190攻擊機版本的開發計畫· 為保護油箱與飛行員故在機身底部與駕駛艙內安裝抗彈裝甲，這使F型多了360kg(794lb)的重量，在發動機冷卻系統與起落架上可以很明顯得看到特徵並在外翼安裝武裝系統·並開發出Umrüst-Bausätze3性能改良套件可以讓雙翼掛載SC250炸彈並在機身中線安裝 ETC 501或是ER4炸彈架·
- F-1 機身中線ETC 501炸彈架，並在雙翼下方各裝一具ETC 50派龍架·[26]
- F-2 由 F-1s修改而來，可攜帶8枚50kg(110lb)SC50炸彈·[26]
- F-3 沿用A-6型機翼，可攜帶2具66-Imp gal (300 liter)的拋棄式油箱·[26]
  - F-3/U3機翼下方攜帶2挺30 mm MK 103機砲·[26]
- F-7 並未付諸量產·[26]
- F-8 由A-8機型修改過來，為了強化低空性能故針對增壓器進行改良· F-8為了能快速的與地面戰鬥部隊進行資訊傳遞，對於所配備的FuG 16 ZS無線電進行改良· Fw 190 F-8的武裝系統主要位於翼根處的2挺20 mm MG 151/20機砲與位於發動機上方的2挺13 mm (.51 in) MG 131 機槍·將近有數十架的 F-8 被作為反戰車武器的測試平台，其中包括以Nbw 41重型密集對地火箭為基礎修改而來WGr.28 280 mm空對地飛彈，88 mm (3.46 in) 一號反坦克火箭  ，Panzerblitz 1 and R4M火箭·有數種針對F-8開發出來的Rüstsatz性能升級配件·
  - F-8/U1 攻擊機，機翼下配置有 V.Mtt-Schloß 副油箱架，可搭載兩具 300 L (80 US gal) 油箱.機身中線配有 ETC 503 派龍架，使U1 能攜帶共三枚SC 250型炸彈·
  - F-8/U2 魚雷轟炸機，在雙翼與機身中線分別安裝ETC 503派龍架與ETC 504派龍架· U2型為了強化1,543 lb (700 kg)BT 700魚雷的反艦能力故安裝了TSA 2 A武器瞄準系統·
  - F-8/U3 重型魚雷轟炸機，發動機：BMW 801S，機尾部分則由Ta 152而來，機身中線安裝ETC 502派龍架，可攜帶(3,086 lb/1400 kg)BT-1400魚雷·由於要攜帶這型重型魚雷，故機身必須延長·
- F-9 是基於 Fw 190 A-9 修改而來，和位於機翼下方四枚 ETC 50 或 ETC 70 派龍架·
- F-15 只有完成一架原型機(Fw 190 V66)，發動機：BMW 801TS/TH，沿用A-8型機翼·[26]
- F-16 只有完成一架原型機(Fw 190 V67)，發動機：BMW 801TS/TH，並於1945年5月進行試飛·[26]

### Fw 190G
Fw 190G進入服役的時間比F型早，最初被派往北非戰場，不過大多數還是以歐洲東線戰場為主要的活動地區。G型也是由A-4/A-5為基礎進行改良，與F型不同之處是G型的改良重點是作為長程戰鬥轟炸機之用。

#### G-1
以Fw 190A-4為基礎改良的長距離戰鬥轟炸機種。標準裝備為主翼翼根的20mmMG151/20機砲X2，機體下方加裝炸彈架，兩主翼下有300升副油箱。

#### G-2
以Fw 190A-5為基礎改良的長距離戰鬥轟炸機種。這個型號是為了因應A系列的生產線從A-4改成了A-5。

#### G-3
以Fw 190A-6及A-7為基礎改良的長距離戰鬥轟炸機種。增設了PKS11自動操縱裝置。

#### G-8
以Fw 190A-8為基礎改良的長距離戰鬥轟炸機種。這個型號是為了因應A系列的生產線改成了A-8。兩主翼下方裝備炸彈架。

## 作戰歷史

### 西部戰線

#### A-2
1941年底時，A-2的引進讓西線的德國空軍與英國皇家空軍的噴火式Mk. V纏鬥時成功的取得空優。Fw 190首先佈署於位於加来海峡省前線的JG 26的第一大隊。隔年1月時，只有區區60架服役但到了9月中旬就有超過350架，這對負責駐守英吉利海峽威廉·舒爾托·道格拉斯麾下的皇家空軍無疑承受極大的壓力。

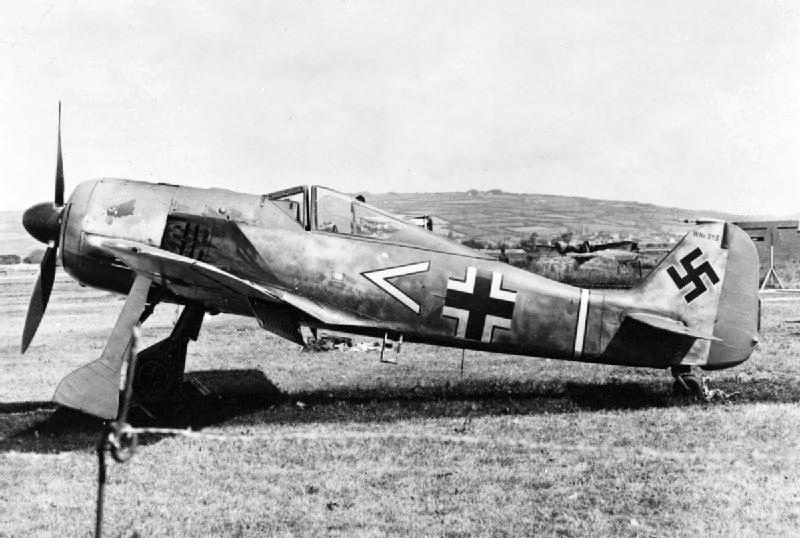
1942 年 6 月，一架隶属于 11./JG 2 的德国福克沃尔夫 Fw 190 A-3 飞机误降落在英国。

在1942年2月時，Fw 190參與了由阿道夫·加蘭德所領導的海峽衝刺空軍掩護計畫，總計出動了JG 1、JG 2、JG 26與位於Vélizy-Villacoublay的戰鬥機學校麾下總計252架的Bf109與Fw 190戰鬥機，為了能在天色昏暗時能提供空中掩護故還動員30架的Bf110夜戰機，但在該次作戰Fw 190所能出動的數量仍為少數，大部分皆為Bf109戰機。
在2月12日時由於計畫規劃詳細，英軍發現太晚反應太慢，至於勉強趕到海峽的攻擊部隊都受阻於德國空軍的強力狙擊，皆無一所獲。德國空軍總計損失17架飛機，其中還包括了第9中隊的3架Fw 190。英國皇家空軍則損失17架戰鬥機與20架轟炸機。
當德國海軍成功執行海峽衝刺作戰後，英國皇家空軍隨即增強自身的空權力量，而海峽對岸的JG 26成為第一個全數換裝為Fw 190戰機的聯隊；而位於左邊防區負責索姆省到大西洋戰區素有里希霍芬稱號的第2戰鬥機聯隊（Jagdgeschwader 2；簡稱：JG 2）也開始預備換裝Fw 190A-2。此時JG 2派遣的種子教官Fritz Maly少尉於飛行訓練時死於因為發動機熄火而導致的墜毀事故。
4月底時，由Karl-Heinz Greisert上尉率領使用A-2機型的第二大隊；開始佈署於博蒙萊羅熱與特里屈埃維爾戰區之間。1個月後，第一大隊新任指揮官Erich Leie上尉開始將部隊佈署在濱海莫佩爾蒂、莫爾萊及聖布里厄之間。
在3月時，衛駐於荷蘭與德國北海以及的丹麥的第1戰鬥機聯隊（Jagdgeschwader 1 (World War II)；簡稱：JG 1）也開始換裝Fw 190 A-2。5月時，位於Woensdrecht與Katwyk的JG 1第二大隊已經成功換裝為Fw 190。6月1日時，隸屬於JG 1第二大隊第6中隊的Meisner 下士成功擊落了一架噴火式戰鬥機。
18天之後，JG 1第二大隊又取得額外5架的戰果；但就在此時JG 1也發生兩件飛安事故。7月時，JG 1的第3大隊與第4大隊也開始換裝Fw 190。

#### A-3
在1942年8月19日，A-3與盟軍展開第一次殘酷的空戰。JG 26旗下的A-3與操作噴火式的英軍和加拿大空軍在迪耶普海灘上空進行激烈的狗戰，JG 26與第2戰鬥機聯隊（Jagdgeschwader 2；簡稱：JG 2）的A-3戰轟機不斷飛臨登陸攤頭對盟軍進行轟炸。整場戰役中盟軍總計損失106架飛機，JG 2與JG 26分別宣稱擊落了59架與38架戰機。
由於德國戰鬥機聯隊的防禦範圍從法國韋桑島到挪威納爾維克，為了強化實力。從1943年開始，素有北冰洋稱號的第5戰鬥機聯隊（Jagdgeschwader 5；簡稱：JG 5）的第一、第四大隊開始換裝Fw190，至於使用Bf 109的第二、第三大隊則在北至莫曼斯克南至芬蘭灣長達850英哩的芬蘭前線與紅軍奮戰。

#### A-4
A-4/U4武裝偵察機則加入駐紮於法國的第13獨立搜索大隊，A-4沙漠型攻擊機則服役於1942年駐紮北非的SG 2第一大隊。
同時以挪威的Banak為駐地的JG 5第四大隊也開始換裝A-4。

#### A-5
在西線方面，由於英軍將能夠對抗Fw190A的噴火式 Ⅸ於1942年7月起投入部隊服役，A-5的服役使德軍戰鬥機跟最新銳的噴火式較量時仍能確保性能上的均勢。
同年6月，操作A-5機型的第10快速轟炸機聯隊的第二與第四大隊，趕赴西西里島與駐紮於當地Gerbini機場的第2攻擊機聯隊的第二大隊聯手抵禦盟軍的登陸，但在盟軍強大空權力量的持續攻擊下，讓這兩支聯隊在空戰與空襲中損失慘重。
從1943年初期，美國陸軍航空軍的四引擎轟炸機開始展開對德國本土的日間轟炸作戰。到7月時由於空襲所造成的損失日亦嚴重，德國空軍下令抽調在東線的第3戰鬥機聯隊（Jagdgeschwader 3；簡稱：JG 3），南意大利戰線第27戰鬥機聯隊（Jagdgeschwader 27；簡稱：JG 27）的第二大隊，位於薩丁尼亞的JG 51的第二大隊與北俄戰線JG 54的第三大隊以及新成立的第11戰鬥機聯隊（Jagdgeschwader 11；簡稱：JG 11）加入西歐上空的空防作戰。
在8月17日，美國陸軍航空軍針對生產重要軍工零配件的雷根斯堡與施韋因富特進行空襲，德國空軍動員了JG 1、JG 2、JG 3、JG 11、第25戰鬥機聯隊、JG 26、JG 27的第二大隊、JG 51的第二大隊、JG 54的第三大隊、第300戰鬥機聯隊（Jagdgeschwader 300；簡稱：JG 300）以及第26驅逐機聯隊（Zerstörergeschwader 26；簡稱：ZG 26）進行攔截，總計擊落了60架轟炸機並擊傷了100架飛機。
在接下來的10月14日時，美國陸軍航空軍再次對位於施韋因富特的滾珠軸承工廠進行轟炸，在德國戰鬥機部隊的強力阻擊下，美軍蒙受被擊落79架轟炸機、121架飛機被擊傷的驚人龐大損失。其中最強而有力的戰鬥機就是可攜帶2具210mm Werfer-Granate21空對空火箭的Fw 190 A5/R6型轟炸機殺手，該機主要配備於第1戰鬥機聯隊與第26戰鬥機聯隊，到1943年為止A-5總計生產了1,723架。

### 東部戰線

#### A-4

##### 中央集團軍方面
在1942年8月時，隸屬於中央集團軍素有莫德斯稱號的第51戰鬥機聯隊（Jagdgeschwader 51；簡稱：JG 51）第一大隊接收第一架A-4。隸屬該聯隊的第二大隊則在10月份換裝A-4，第三大隊則為12月份進行換裝A-4，第四大隊則到1943年1月份才換裝A-4。
海茵茲·朗格（Heinz Lange）當時擔任JG 51第三大隊的隊長，對該機有詳細的描述：
從大戰爆發後擊落第一架的英軍布里斯托布伦海姆輕轟炸機開始，我一直駕駛Bf 109E。直到1942年11月8日我才得以首度駕馭該機，到戰爭結束前Fw 190的各式機型我都飛過，如果拿Fw 190與Bf 109E相比，Fw 190的視野與機動性都優於Bf 109E，在狗戰（dogfight, 或稱纏鬥）時可以輕易的做出緊緻的水平迴旋。在飛控方面，Fw 190的特技飛行表現也優於Bf 109E。在結構方面，Fw 190很明顯的優於Bf 109E，尤其在執行俯衝飛行項目。在抵抗敵軍砲火方面，與其它系列的德國軍機相比；採用星狀氣冷式的Fw 190具有更佳的表現。Bf 109E的發動機軸砲設計雖頗為先進；但在狗戰中常會發生卡彈的問題，為此我至少損失6架擊墜數。
11月24日開始，握有主動權的紅軍為了捕捉位於勒熱夫的德軍，隨即發動了火星作戰，此時殘破不堪的德軍中央集團軍已經自顧不暇了。紅軍隨即動員4個近衛師團直撲鐵路樞紐大盧基，第3航空隊在此地可用之軍就剩下JG 51麾下的兩個大隊。
首先加入戰局的是第一大隊，他們的任務就是為Ju 87進行護航以讓轟炸機能阻擊紅軍。到12月時駕駛A-4的第三大隊也加入支援的行列，航空隊盡其全力搶救，但還是無法阻止該城的陷落。
在冬季的勒熱夫－維亞濟馬空戰中，JG 51第一大隊在12月10日中損失第一架Fw 190，飛行員Horst Riemann上尉戰死。4天後，Unteroffizier Ritterbusch上尉死於敵軍防空火砲。擔任第一大隊指揮官並取得78架擊墜紀錄的海因里希·克夫特（Heinrich Krafft）於座機失事後，被俄軍俘虜後遭到處決。在中央方面軍的防線上，JG 51面對日亦強壯的紅軍武力其實已經兵疲馬乏了，為了穩住防線必須要以大隊或中隊為單位作為戰線消防隊，甚至有僅出動4架飛機（一小組）支援作戰的紀錄。到1942年底時，JG 51就不斷在奧廖爾、lake ivan與維亞濟馬等地進行支援。
在1943年初期第三大隊移防至奧廖爾，隸屬於第三大隊第9中隊的古塔.沙克（Günther Schack）中尉在執行完對Ju 87的護航任務後再回到基地途中，接獲地面管制官資訊得知有8架Pe-2轟炸機在諾沃西利區域進犯德軍領空，第9中隊不久之後隨即找到敵機，並在5分鐘之內上演一場射火雞比賽（Turkey Shoot），8架全部擊落其中5架由古塔·沙克中尉包辦。接下來10天內，第三大隊又擊毀8架Pe-2轟炸機。到2月11日時，古塔.沙克總計取得30架的擊墜紀錄。但無論如何都比不上在2月23日那天所贏得的勝利，第一大隊與第三大隊聯手擊落了46架敵機，其中有5架乃古塔·沙克的戰果，被擊落的5架中有3架是LaGG-3戰鬥機。
3月時，中央集團軍正全力縮減勒熱夫－維亞濟馬戰線時，新的危機在北方德米楊斯克突出部產生，為了避免此地的德軍被紅軍吞噬，第三大隊暫時受命於第54戰鬥機聯隊節制並掩護地面部隊轉進。由於連日征戰，第一大隊與第四大隊只剩下8架Fw 190可資使用，為了提升第四大隊戰力隨將其餘的Bf 109全數換裝為Fw 190。在此時，布良斯克又有新的危機產生，埃里希.立力（Erich Leie）少校奉命率領第一大隊前往滅火，在接下來的空戰中又誕生兩位空戰王牌Joachim Brendel與約瑟夫.因文（Josef Jennewein）。布良斯克戰役結束後，中央集團軍戰線砲火逐漸趨於平寂，此時的雙方正秣馬厲兵，直到庫斯克戰役的到來。

##### 北方集團軍方面
在JG 51正在換裝A-4時，隸屬於北方集團軍素有綠心稱號的第54戰鬥機聯隊（Jagdgeschwader 54；簡稱：JG 54）的第一大隊與第二大隊也開始換裝A-4。至於第三大隊由於位於柏林的戰鬥機司令部的會議中決議，將駐防於西線的JG 26與東線的JG 54互換駐地，但因互換駐地的過程中雙方防區等同於空窗期而作罷，故僅將JG 54的第三大隊派駐西線這意味第三大隊將無法進行換裝A-4，直到8月才開始進行換裝。（JG 26則派第一大隊加入東線戰場，並於1943年6月返回到西線；但根據文獻顯示JG 26在東線4月取得126擊墜紀錄。）就如同JG 51一樣，在換裝時發生飛行事故。
在1942年12月28日，第三中隊隊長Walter Beims少尉駕駛座機A-4於海林拜爾（後改名為：Mamonovo）上空失事墜毀死亡；對於換裝A-4，並不是所有人都欣賞這項決策。JG 54就有人批評：「它著陸時就如同濕麻袋一樣的笨重」，並衊稱它為衣櫃。從1943年1月到3月，JG 54麾下的2支大隊以中隊為單位逐漸的重返白雪覆蓋的锡韦尔斯基戰場上。
但在1943年初期時，發生一件足以逆轉雙方情勢的事件。在1月13日列寧格勒東線上空，Unteroffizier Helmut Brandt所駕駛的Fw 190 黑2被紅軍飛機擊落後被迫降落於結冰的拉多加湖，成為第一架落入紅軍手上而且完好無損的戰利品。1月26日時，馬克斯.史托茲（Max Stotz）上尉取得150架擊墜紀錄。到2月19日為止，由於又在當天擊毀3架的紅軍戰機，其中包括漢斯.菲利浦（Hans Philipp）上尉取得168次與169次勝利、漢斯.拜史溫格（Hans Beißwenger）中尉的137次勝利，故由漢納斯·塔勞洛福特（Hannes Trautloft）中校所率領的JG 54總計取得4000次擊墜紀錄。
在1943年4月時，A-4/U8 戰轟機加入東線中的StG 1服役以換裝性能落後的Ju 87，並活耀於奧廖爾～別爾哥羅德戰線之間，到10月時該聯隊改名為SG 1，在1942年底時，Fw 190 A-3與A-4總計生產超過1,900架（同期英國皇家空軍的噴火與颶風卻只有500架的產量）。

#### A-5
1943年5月，在東線作戰JG 54的第一大隊與第二大隊，開始換裝A-5。地面攻擊型版本則服役於第1攻擊機聯隊（Schlachtgeschwader 1；簡稱：SG 1）與第2攻擊機聯隊。

## 主要性能參數(Fw 190)
| 型號：         | Fw 190A-3                       | Fw 190A-5   | Fw 190A-8                          | Fw 190A-9  | Fw 190D-9         | Fw 190F-8/R1                    |  |  |
| 生產廠商：     | 福克沃爾夫                      | 福克沃爾夫  | 福克沃爾夫                         | 福克沃爾夫 | 福克沃爾夫        | 福克沃爾夫                      |  |  |
| 單具發動機：   | BMW 801 D-2                     | BMW 801 D-2 | BMW 801 D-2                        | BMW 801 TS | Jumo 213          | BMW 801 D-2                     |  |  |
| 最大出力：     | 1,730ps                         | 1,730ps     | 1,730(1,896)ps                     | 2,000ps    | 1,750(2,240)ps    | 1,730ps                         |  |  |
| 乘員數：       | 1                               | 1           | 1                                  | 1          | 1                 | 1                               |  |  |
| 長：           | 8.85公尺                        | 9.00 m      | 9.00 m                             | 9.00 m     | 10.19 m           | 9.00 m                          |  |  |
| 翼展：         | 10.50公尺                       | 10.50 m     | 10.50 m                            | 10.50 m    | 10.50 m           | 10.50 m                         |  |  |
| 高：           | 3.96 m                          | 3.96 m      | 3.96 m                             | 3.96 m     | 3.36 m            | 3.96 m                          |  |  |
| 翼面積：       | 18.3公尺²                       | 18.3 m²     | 18.3 m²                            | 18.3 m²    | 18.30 m²          | 18.3 m²                         |  |  |
| 战斗起飞重量： | 3850公斤                        | 4106 kg     | 4400 kg                            | 4470 kg    | 4270 kg           |                                 |  |  |
| 翼負荷：       | 210 kg/m²                       | 224 kg/m²   | 240 kg/m²                          | 244 kg/m²  | 233 kg/m²         |                                 |  |  |
| 航程：         | 810公里                         | 810 km      | 805 km                             |            | 837 km            | 775 km                          |  |  |
| 最大空速：     | 660公里/時                      | 655 km/h    | 644(652) km/h                      | 663 km/h   | 710(725) km/h     | 520 km/h                        |  |  |
| 實用升限：     | 10300公尺                       | 10350公尺   | 11400公尺                          |            | 12000公尺         |                                 |  |  |
| 爬升率：       |                                 | 1021公尺/分 | 960(1030)公尺/分                   |            | 1031(1220)公尺/分 |                                 |  |  |
|                |                                 |             |                                    |            |                   |                                 |  |  |
| 武裝系統       |                                 |             |                                    |            |                   |                                 |  |  |
| 機身系統：     | 2 × MG 17機槍                   | 同A-3       | 2 × MG 131重機槍                   | 同A-8      | 同A-8             |                                 |  |  |
| 機翼系統：     | 2 × MG FF機炮&2 × MG 151/20機炮 | 同A-3       | 4 × MG 151/20機炮                  | 同A-8      | 2 × MG 151/20機炮 | 同D-9                           |  |  |
| 掛彈量：       | 無                              | 無          | 1 × 500公斤炸彈 或 4 × 250公斤炸彈 | 同A-8      | 1顆500公斤炸彈    | 700公斤炸彈/1x900公斤反跑道炸弹 |  |  |

## 使用國家
德國
 匈牙利：
 日本：日本有一架Fw 190A-5，作為試驗機，日本陸軍的五式戰的機首設計即是參考了該機
 美国：擄獲後在美國本土進行測試，目前尚有一架保存於史密森航空博物館。
 英国：擄獲多架進行測試與分析。
 法蘭西第四共和國：法国解放后掳获数十架Fw190A以及一间生产车间，并将其重新命名为NC.900装备于法国空军。
 苏联：掳获多架进行测试与分析。
 羅馬尼亞
 土耳其